# Войновщина
Войновщина (рос. Войновщина) — присілок Сафоновського району Смоленської області Росії. Входить до складу Пушкінського сільського поселення. Населення — 0 осіб (2007 рік).